# Treehouse of Horror IV
Treehouse of Horror IV (La casa-árbol del terror IV en España y La casita del horror IV en Latinoamérica) es el quinto episodio de la quinta temporada de la serie de televisión de dibujos animados Los Simpson. Es un episodio especial de Halloween.

## Sinopsis
En el tríptico anual de terror, Bart presenta tres historias de noche de Halloween basadas en cuadros de "la galería del espanto". Las historias son:

### The Devil and Homer Simpson (El Diablo y Homer Simpson)
Homer con muchas ganas de comerse una rosquilla dice que desearía vender su alma por una y justo en ese momento aparece el diablo (interpretado por Ned Flanders) dejándolo sorprendido. Cuando Homer se come la rosquilla que le había ofrecido, el demonio quiere cobrar lo pactado a Homer, dependerá de Marge y Lisa explicar por qué el alma de Homer no debe ser enviada al infierno toda una eternidad. Para ello contratan al abogado Lionel Hutz, que termina escapando por la puerta principal y huye en coche. La Muerte hace de juez mientras que el jurado contra Homer está conformado por John Wilkes Booth, Lizzie Borden, John Dillinger, Barbanegra, Benedict Arnold, la formación de los Philadelphia Flyers de 1976, y Richard Nixon. Al final, Marge muestra una fotografía donde Homer dice que su alma es propiedad de Marge Simpson y por ello el trato entre el diablo y Homer no tiene ningún valor legal. Irritado, el diablo transforma la cabeza de Homer en su más grande tentación: una rosquilla, al día siguiente Homer empieza a arrancarse y luego comerse trozos de su propia cabeza hasta que Marge lo detiene, justo cuando pensaba irse a trabajar Lisa le pide que no salga, debido a que afuera había cientos de policías con tazas de café en sus manos, esperando a que el salga para comerse su cabeza de rosquilla.

### Terror at 5 ½ Feet (Terror a Metro y Medio)
Bart tiene una pesadilla en la que el autobús escolar tiene un accidente, lo que podría convertirse en realidad al día siguiente durante su recorrido. Bart ve a un gremlin al costado del autobús que podría provocar una colisión, pero nadie le cree. En unos segundos, el gremlin esta arañando el platilo de los extraterrestres Kang y Kodos, luego Bart, desesperado, le arroja al gremlin unos cohetes, tirándolo del autobús. Lo recoge Ned Flanders, quien lo abraza diciendo "Miren que tierno, casi me saca un ojo". Al llegar a la escuela el autobús, todos ven los daños causados por el gremlin. A pesar de eso, Bart es enviado en una ambulancia al manicomio, porque el director Skinner argumentaba que le vendría bien para mejorar su conducta. Al final del subepisodio, la ambulancia del manicomio es atacada por el gremlin, que sostiene en su mano la cabeza de Flanders, provocando que Bart grite. Cabe destacar que este segmento es una parodia del episodio "Nightmare at 20,000 Feet" de la quinta temporada de la serie de televisión de 1959 "The Twilight Zone", en el cual William Shatner, al igual que Bart, divisa a un gremlin al costado del avión en el que está viajando (en el caso de Bart, es un autobús en vez de un avión), este gremlin intenta derribar el avión y matar a sus pasajeros en el proceso. William Shatner intenta advertir a los pasajeros acerca del peligro que están corriendo, pero este es tomado por demente, puesto que ha pasado sus últimos meses en una institución mental, a causa de un colapso nervioso que tuvo a bordo de otro avión.

### Bart Simpson's Dracula (Dracula: de Bart Simpson)
El señor Burns invita a la familia Simpson para que vayan a su castillo a cenar. Lisa sospecha de que Burns es un vampiro debido a su aspecto sobrenatural, aunque la familia cree que son paranoias suyas. Después de que Lisa y Bart investigarán sobre la naturaleza vampírica del señor Burns, el mismo muerde a Bart, convirtiéndolo en un vampiro. Mientras Bart y sus nuevos amigos vampiros provocan el caos, Lisa convence a Homer para que mate al señor Burns, el vampiro principal. Cuando Homer clava una estaca en el corazón de Burns (después de fallar varias veces), Lisa se da cuenta de que Burns no era el vampiro principal y de que Marge es la verdadera jefa de los vampiros. El episodio termina con los Simpson-vampiros y Lisa diciendo a los espectadores "¡Feliz Día de Brujas! y cantando un villancico. Milhouse los acompaña tocando un piano pequeño, de manera muy similar a Schroeder, el chico pianista de la historieta Peanuts.